# Gauliga Württemberg 1938/39
De Gauliga Württemberg 1938/39 was het zesde voetbalkampioenschap van de Gauliga Württemberg. Stuttgarter Kickers werd kampioen en plaatste zich voor de eindronde om de Duitse landstitel, waar de club in de groepsfase uitgeschakeld werd.

## Eindstand
| Plaats | Club                   | Wed. | W  | G | V  | Saldo | Ptn.  |
| ------ | ---------------------- | ---- | -- | - | -- | ----- | ----- |
| 1.     | Stuttgarter Kickers    | 18   | 15 | 1 | 2  | 67:23 | 31:50 |
| 2.     | VfB Stuttgart          | 18   | 10 | 4 | 4  | 38:30 | 24:12 |
| 3.     | 1. SSV Ulm             | 18   | 9  | 4 | 5  | 40:28 | 22:14 |
| 4.     | FV Union 08 Böckingen  | 18   | 8  | 3 | 7  | 36:36 | 19:17 |
| 5.     | FV Ulm 1894            | 18   | 7  | 4 | 7  | 34:33 | 18:18 |
| 6.     | Stuttgarter SC         | 18   | 6  | 5 | 7  | 30:32 | 17:19 |
| 7.     | Sportfreunde Stuttgart | 18   | 6  | 3 | 9  | 46:42 | 15:21 |
| 8.     | FV Zuffenhausen        | 18   | 6  | 2 | 10 | 29:47 | 14:22 |
| 9.     | SpVgg Cannstatt        | 18   | 5  | 3 | 10 | 22:37 | 13:23 |
| 10.    | SpVgg 1898 Feuerbach   | 18   | 2  | 3 | 13 | 33:67 | 07:29 |

|  | Kampioen, geplaatst voor nationale eindronde |

## Promotie-eindronde

### Groep I
| Plaats | Club             | Wed. | Saldo | Ptn. |
| ------ | ---------------- | ---- | ----- | ---- |
| 1.     | VfR Aalen        | 4    | 6:3   | 7:1  |
| 2.     | VfR Schwenningen | 4    | 9:7   | 4:4  |
| 3.     | FC Lustenau      | 4    | 5:10  | 1:7  |

|  | Promotie naar Gauliga Württemberg 1939/40 |

### Groep II
| Plaats | Club                   | Wed. | Saldo | Ptn. |
| ------ | ---------------------- | ---- | ----- | ---- |
| 1.     | VfL Sindelfingen       | 4    | 11:2  | 8:0  |
| 2.     | Heilbronner SV         | 4    | 9:8   | 4:4  |
| 3.     | Sportfreunde Esslingen | 4    | 1:11  | 0:8  |